# 吳棐彝
吳棐彝（？—？），浙江餘姚人，清朝政治人物。舉人出身。
咸豐七年，接替周守典。擔任江蘇宜興縣知縣。后由顧榮階接任。同治元年（1862年）接替邓贤芬署任南汇县知县一职，1863年由徐本立接任。